# Gare de Hourpes
La gare de Hourpes est une halte ferroviaire belge de la ligne 130A, de Charleroi à Erquelinnes (frontière), située sur le territoire de la commune de Thuin à proximité du hameau de Hourpes dans la province de Hainaut en Région wallonne.
C'est une halte ferroviaire de la Société nationale des chemins de fer belges (SNCB) desservie par des trains du réseau suburbain de Charleroi (trains S).

## Situation ferroviaire
Établie à 118 m d'altitude, la gare de Hourpes est située au point kilométrique (PK) 11,50 de la ligne 130A, de Charleroi à Erquelinnes (frontière), entre les gares de Landelies et de Thuin. Elle est dans le prolongement du pont sur la Sambre.

## Histoire

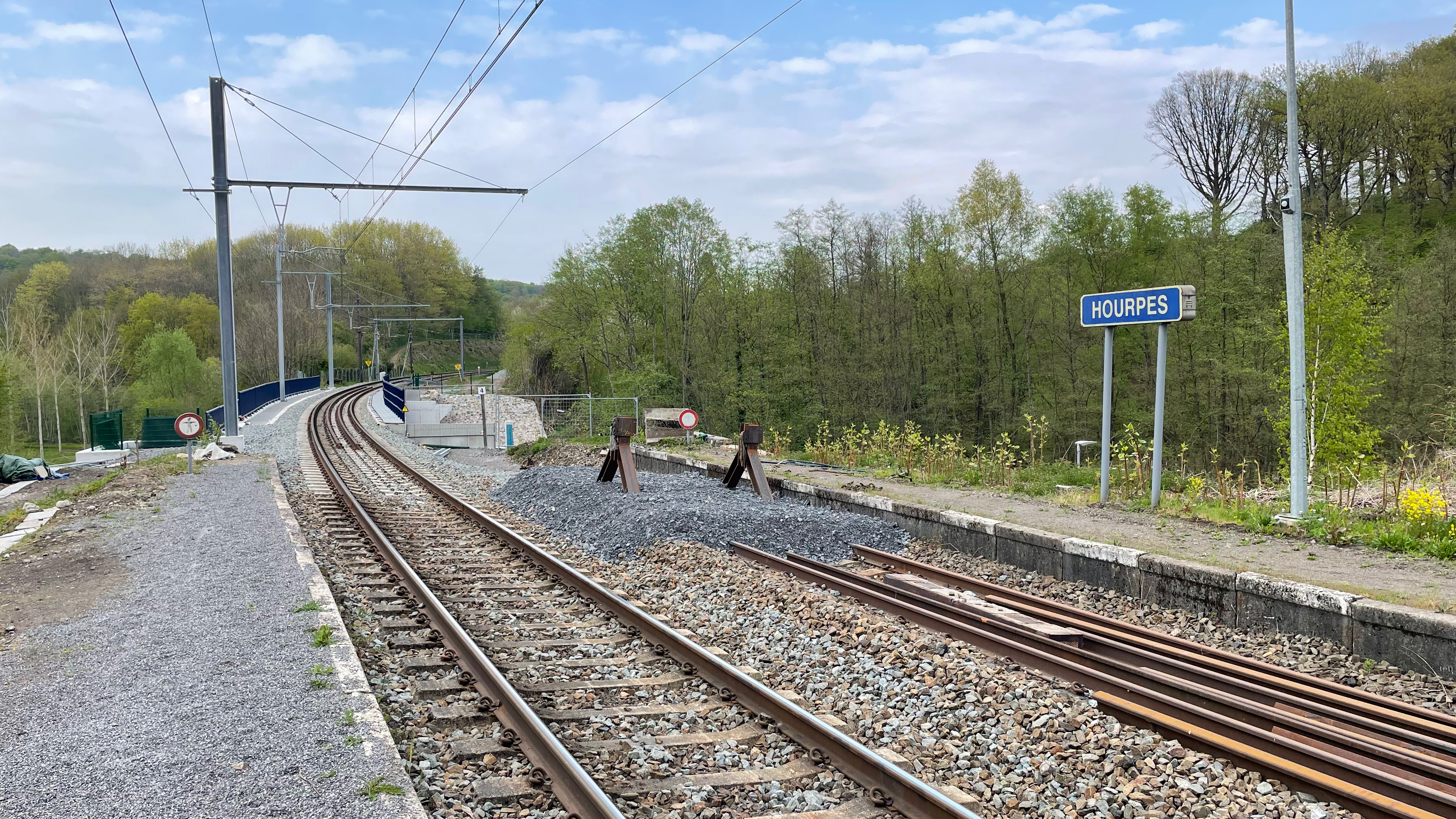
Ligne remise à simple voie.

Avec seulement 7 embarquements en moyenne par jour de semaine (comptage voyageurs mené par la SNCB en 2022), la gare de Hourpes est la moins fréquentée de Belgique.

## Service des voyageurs

### Accueil
Halte SNCB, c'est un point d'arrêt non géré (PANG) à accès libre. Elle comporte deux quais dont un avec abris.
Chaque quai dispose d'une descente vers le chemin de halage, et le passage sous le pont permet la traversée des voies et le passage d'un quai à l'autre.
La voie et le quai situés du côté de la Sambre sont inutilisés depuis 2020.

### Desserte
Hourpes est desservie, uniquement en semaine, par des trains Suburbains (S) de la SNCB, qui effectuent des missions sur la ligne 130A Charleroi - Erquelinnes en tant que ligne S63 du RER de Charleroi (voir brochure SNCB de la ligne 130A).
Les trains S63, effectuent toutes les heures le parcours Charleroi-Central - Erquelinnes ; certains étant prolongés jusque Maubeuge, en France. Ils sont renforcés par trois trains P ou S63 supplémentaires d’Erquelinnes à Charleroi-Central (deux le matin, un l’après-midi) et trois autres de Charleroi-Central à Erquelinnes (un le matin, deux l’après-midi).
Aucun train ne s'arrête à Hourpes les week-ends et jours fériés.

### Intermodalité
Le stationnement des véhicules est difficile à proximité immédiate.

## Comptage voyageurs
Le graphique et le tableau montrent le nombre de passagers qui en moyenne embarquent durant la semaine, le samedi et le dimanche.
| Nombre de voyageurs qui embarquent à la gare de Hourpes | Nombre de voyageurs qui embarquent à la gare de Hourpes | Nombre de voyageurs qui embarquent à la gare de Hourpes | Nombre de voyageurs qui embarquent à la gare de Hourpes |
|                                                         | Semaine                                                 | Samedi                                                  | Dimanche                                                |
| ------------------------------------------------------- | ------------------------------------------------------- | ------------------------------------------------------- | ------------------------------------------------------- |
| 1977                                                    | 66                                                      | 23                                                      | 15                                                      |
| 1978                                                    | 64                                                      | 30                                                      | 16                                                      |
| 1979                                                    | 62                                                      | 25                                                      | 15                                                      |
| 1980                                                    | 50                                                      | 26                                                      | 8                                                       |
| 1981                                                    | 53                                                      | 20                                                      | 8                                                       |
| 1982                                                    | 67                                                      | 14                                                      | 6                                                       |
| 1983                                                    | 50                                                      | 17                                                      | 4                                                       |
| 1984                                                    | 56                                                      | 3                                                       | 6                                                       |
| 1985                                                    | 48                                                      | 11                                                      | 34                                                      |
| 1986                                                    | 48                                                      | 9                                                       | 6                                                       |
| 1987                                                    | 49                                                      | 7                                                       | 8                                                       |
| 1988                                                    | 81                                                      | 10                                                      | 9                                                       |
| 1989                                                    | 36                                                      | 13                                                      | 10                                                      |
| 1990                                                    | 37                                                      | 13                                                      | 13                                                      |
| 1991                                                    | 39                                                      | 12                                                      | 17                                                      |
| 1992                                                    | 54                                                      | 9                                                       | 16                                                      |
| 1993                                                    | 31                                                      | 11                                                      | 3                                                       |
| 1994                                                    | 34                                                      | -                                                       | -                                                       |
| 1995                                                    | 17                                                      | -                                                       | -                                                       |
| 1996                                                    | 22                                                      | -                                                       | -                                                       |
| 1997                                                    | 24                                                      | -                                                       | -                                                       |
| 1998                                                    | 18                                                      | -                                                       | -                                                       |
| 1999                                                    | 17                                                      | -                                                       | -                                                       |
| 2000                                                    | 25                                                      | -                                                       | -                                                       |
| 2001                                                    | 19                                                      | -                                                       | -                                                       |
| 2002                                                    | 25                                                      | -                                                       | -                                                       |
| 2003                                                    | 16                                                      | -                                                       | -                                                       |
| 2004                                                    | 16                                                      | -                                                       | -                                                       |
| 2005                                                    | 17                                                      | -                                                       | -                                                       |
| 2006                                                    | 18                                                      | -                                                       | -                                                       |
| 2007                                                    | 14                                                      | -                                                       | -                                                       |
| 2008                                                    | -                                                       | -                                                       | -                                                       |
| 2009                                                    | 18                                                      | -                                                       | -                                                       |
| 2010                                                    | -                                                       | -                                                       | -                                                       |
| 2011                                                    | -                                                       | -                                                       | -                                                       |
| 2012                                                    | 16                                                      | -                                                       | -                                                       |
| 2013                                                    | 11                                                      | -                                                       | -                                                       |
| 2014                                                    | 8                                                       | -                                                       | -                                                       |
| 2015                                                    | 9                                                       | -                                                       | -                                                       |
| 2016                                                    | 5                                                       | -                                                       | -                                                       |
| 2017                                                    | 4                                                       | -                                                       | -                                                       |
| 2018                                                    | 10                                                      | -                                                       | -                                                       |
| 2019                                                    | 7                                                       | -                                                       | -                                                       |
| 2020                                                    | 8                                                       | -                                                       | -                                                       |
| 2021                                                    | -                                                       | -                                                       | -                                                       |
| 2022                                                    | 7                                                       | -                                                       | -                                                       |
| 2023                                                    | 15                                                      | -                                                       | -                                                       |
| 2024                                                    | 5                                                       | -                                                       | -                                                       |